# اوژن پلت
اوژن پلت (فرانسوی: Eugène Plet‎؛ زادهٔ ۷ فوریهٔ ۱۹۵۲) دوچرخه‌سوار اهل فرانسه است.